# Latah
Latah – rzadkie zaburzenie hiperkinetyczne, jeden z zespołów strachliwości, obok „skaczących Francuzów z Maine” i miryachit. Prawdopodobnie jest kulturowo uwarunkowanym zaburzeniem zachowania z grupy zaburzeń dysocjacyjnych. Opisany został po raz pierwszy na Archipelagu Malajskim, dotyczy głównie kobiet. Na zespół składają się echopraksja, echolalia, zautomatyzowane posłuszeństwo i nasilona strachliwość. 
Latah jest też malajskim określeniem na osobę dotkniętą tym zaburzeniem.
Choroba stanowi powracający motyw w twórczości Williama S. Burroughsa.

## Zespoły prawdopodobnie pokrewne
- amurakh (Syberia)
- bah-tsi (Tajlandia)
- imu (Ajnowie - rdzenna ludność Japonii)
- Lapp panic (Lapończycy)
- mali-mali (Filipiny)
- pibloktoq (Eskimosi)
- suso (Meksyk, Ameryka Środkowa i Południowa)
- yuan (Birma)